# جيل باول
جيل باول (19 يناير 1957 - ) (بالإنجليزية: Jill Powell)‏ هي لاعبة كريكت بريطانية.

## وصلات خارجية
- جيل باول على موقع إي آس بي آن كريك إنفو (الإنجليزية)